# 베트남의 관광

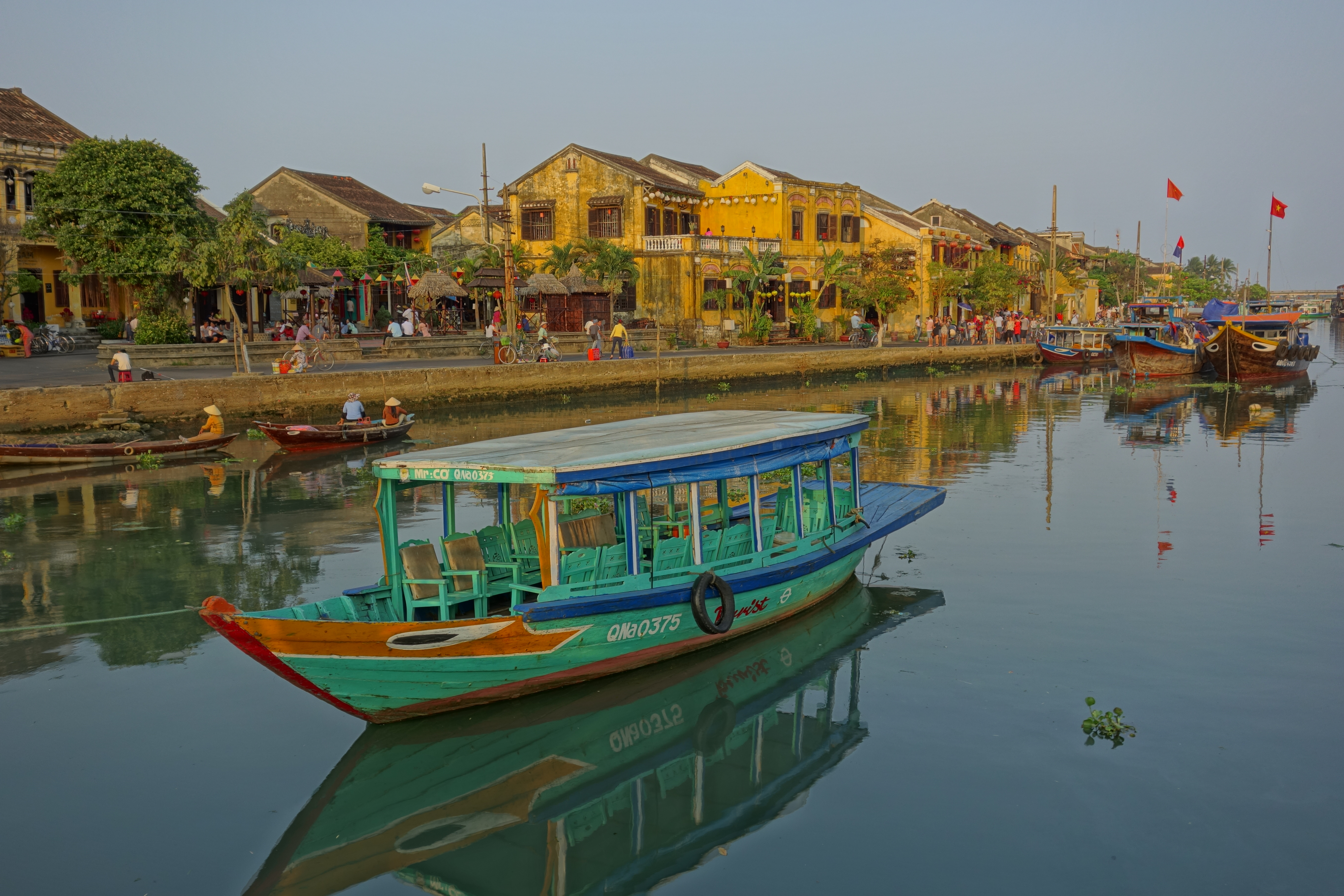
호이안은 15세기에서 19세기에 이르는 무역항이다.

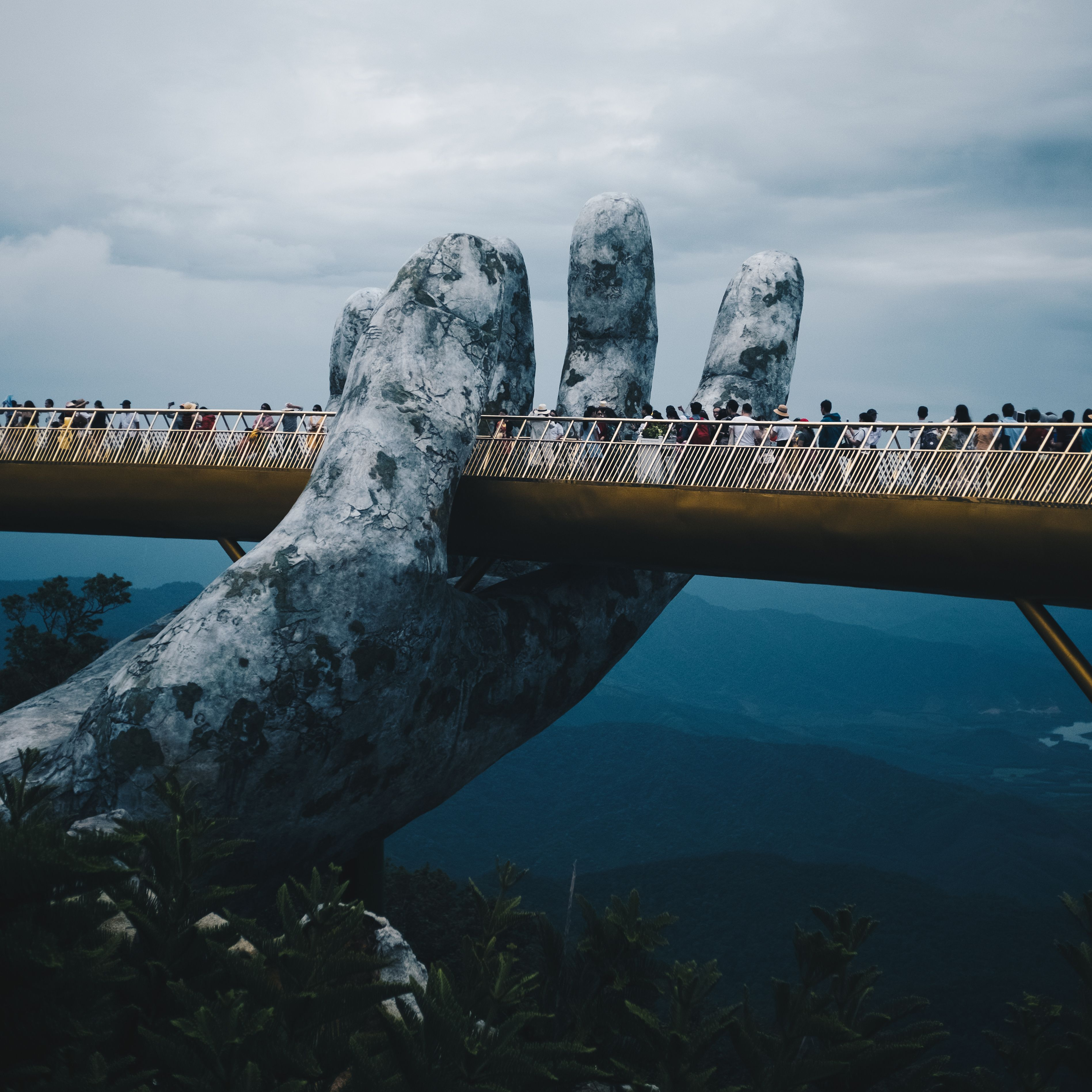
바나힐의 골든 브릿지

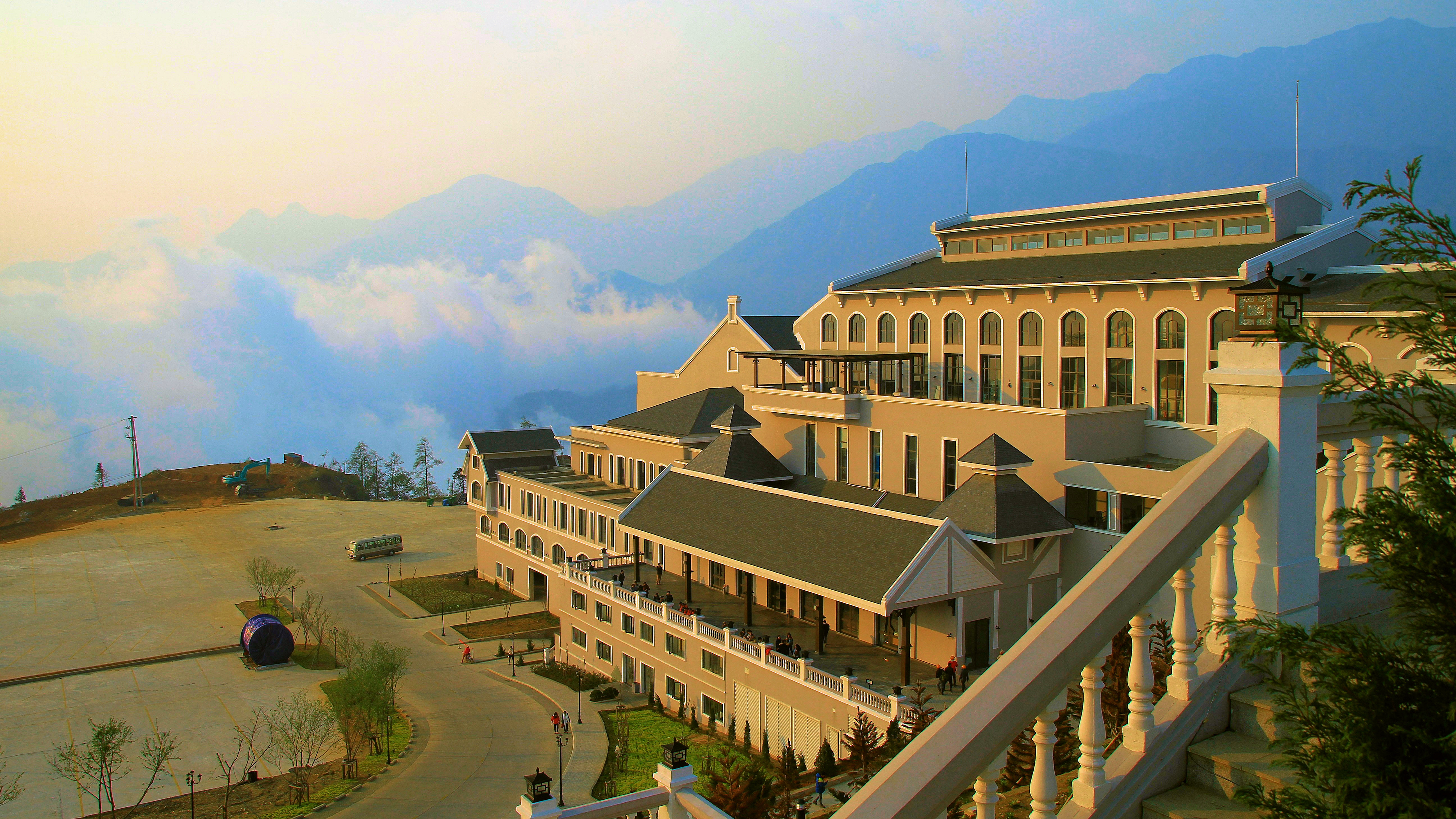
판시판 사파에 위치한 케이블카 역: 인도차이나 반도에서 가장 높은 산

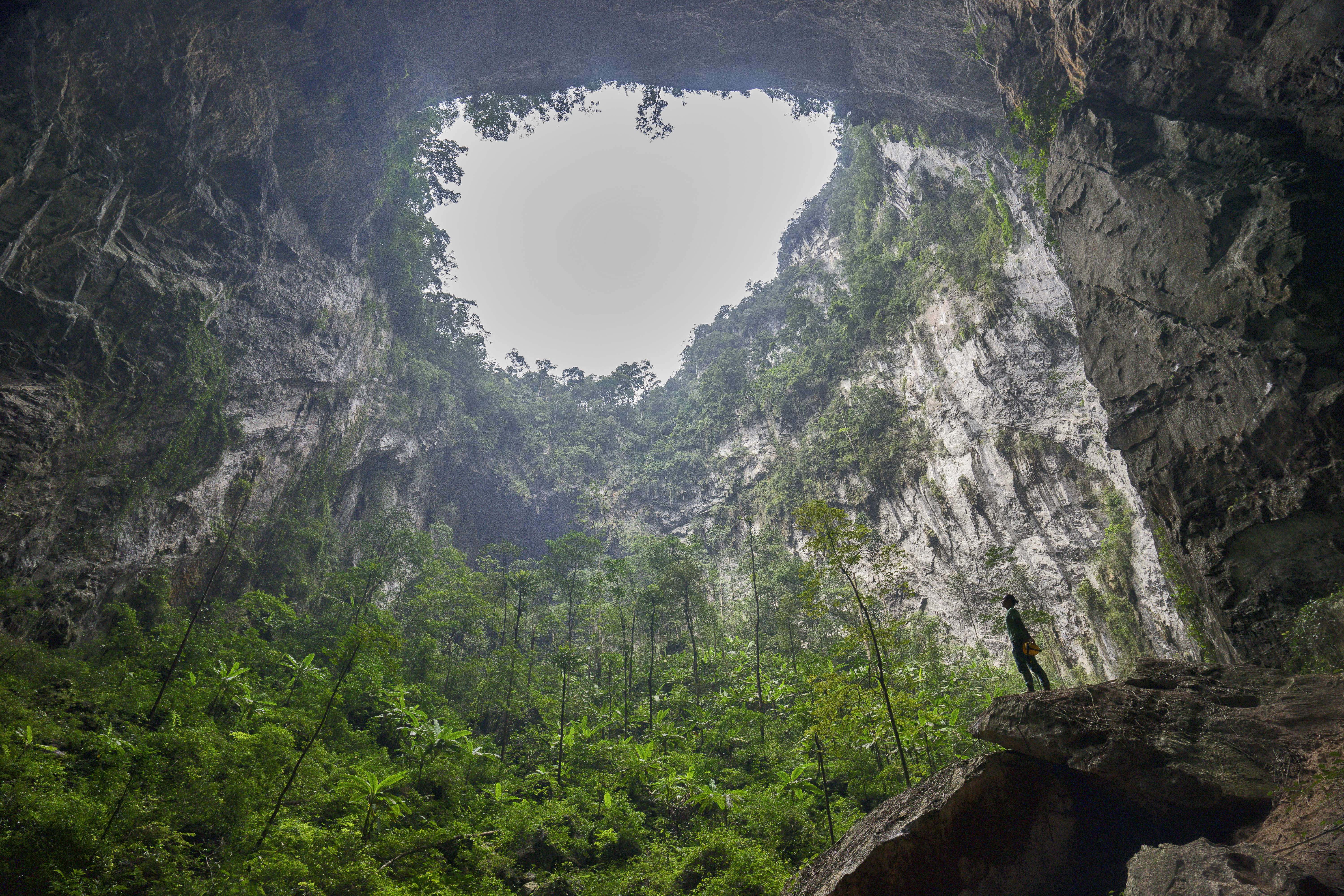
산동 동굴은 용적 기준으로 세계에서 가장 많이 알려진 동굴 통로이다. 이 동굴은 너무 커서 지하 숲과 생태계를 포함하고 있다.

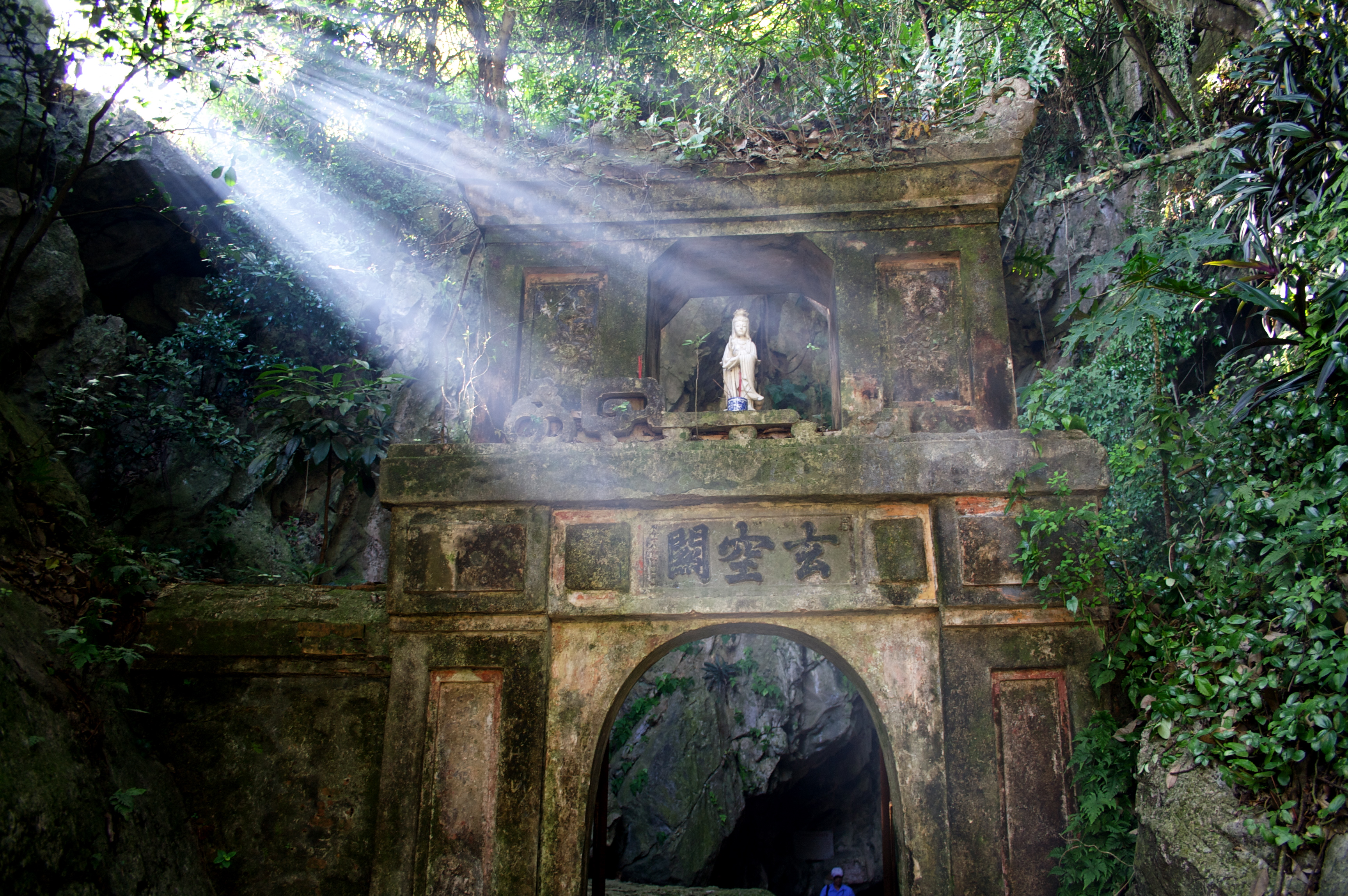
가장 인기 있는 여행 목적지인 응우하인선으로 통하는 문

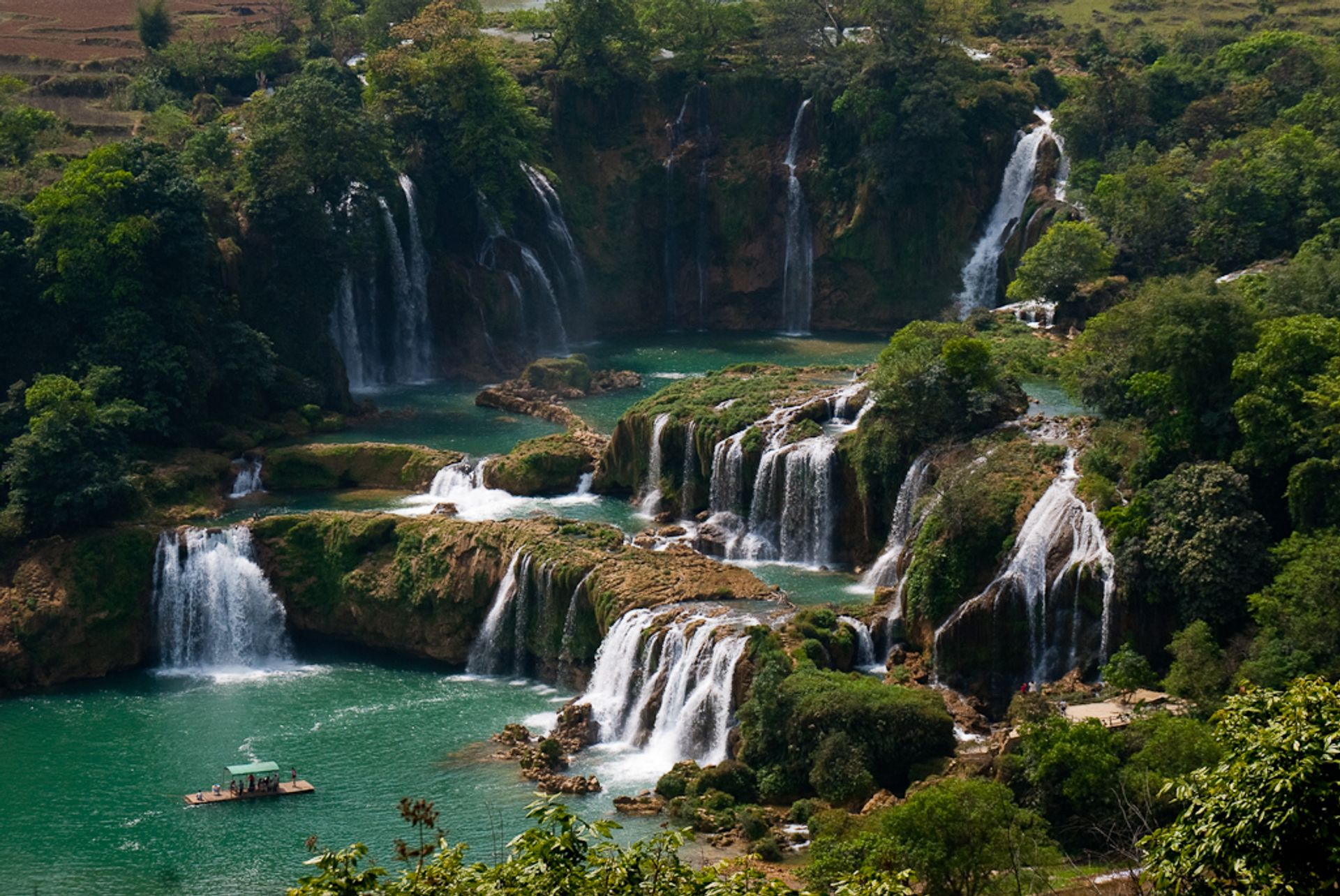
반지옥 폭포는 북베트남에 위치한 거대한 폭포이다

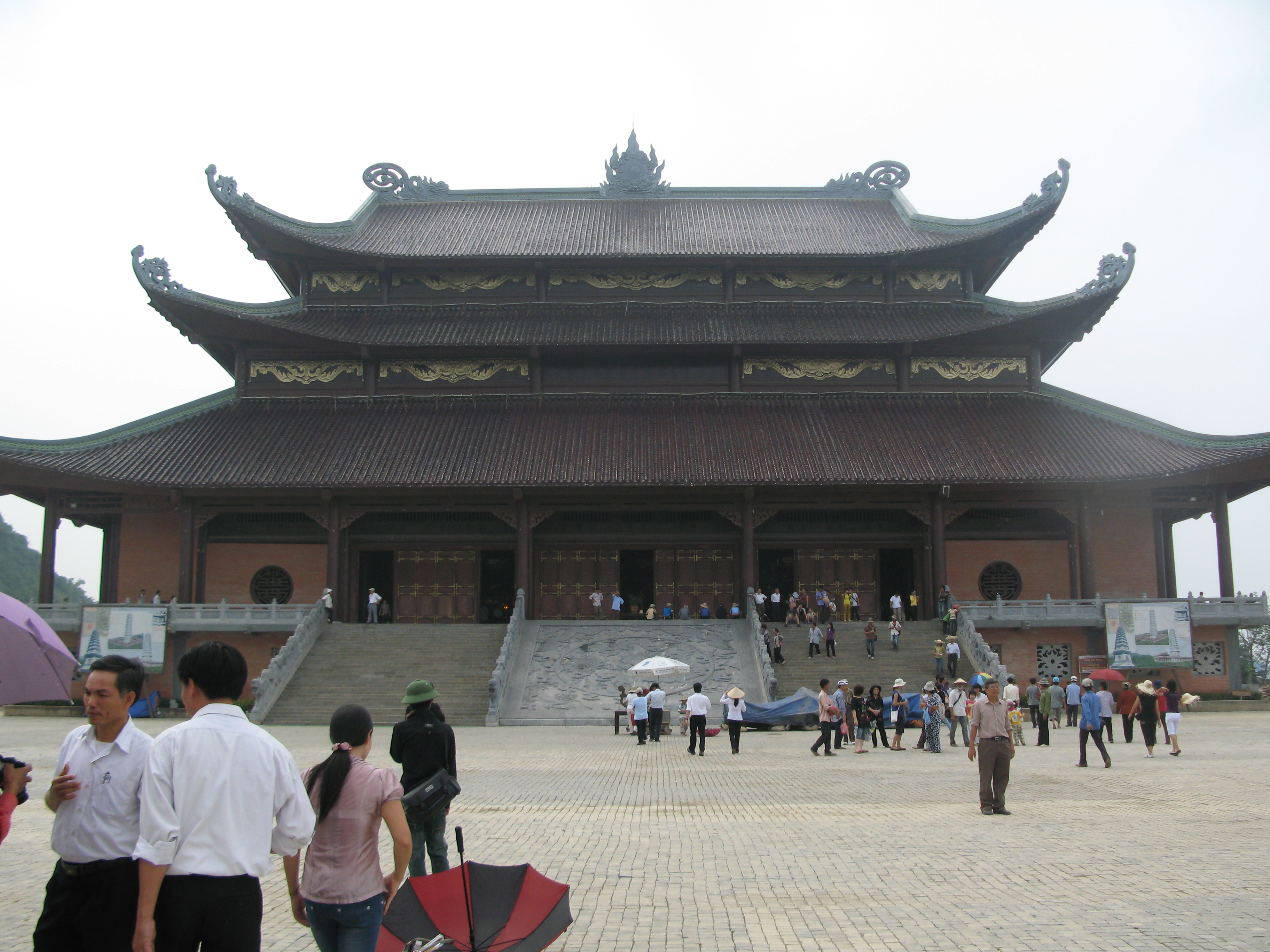
바이딘 사원은 베트남 순례자에게 가장 인기있는 불교 사원이다

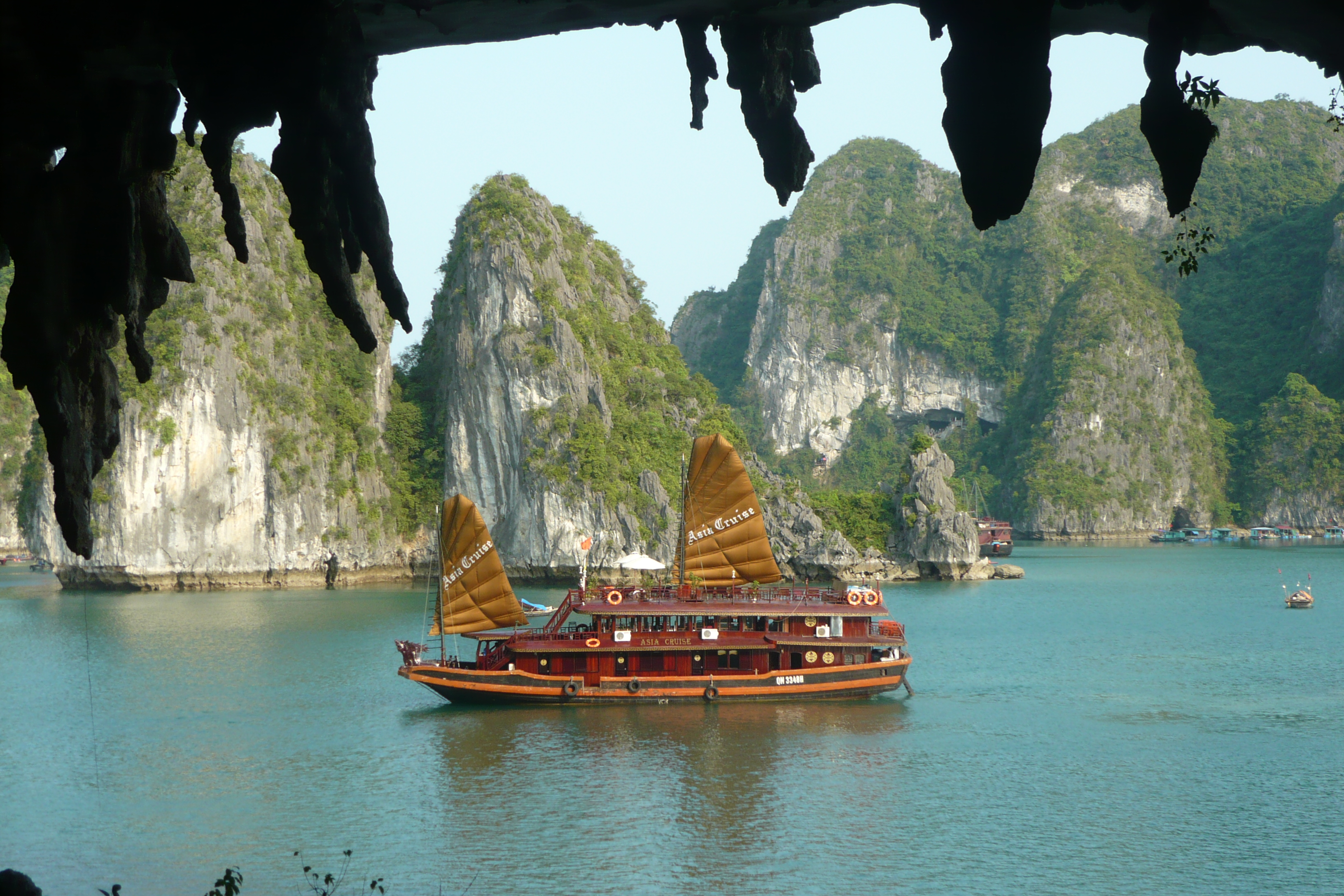
하롱베이

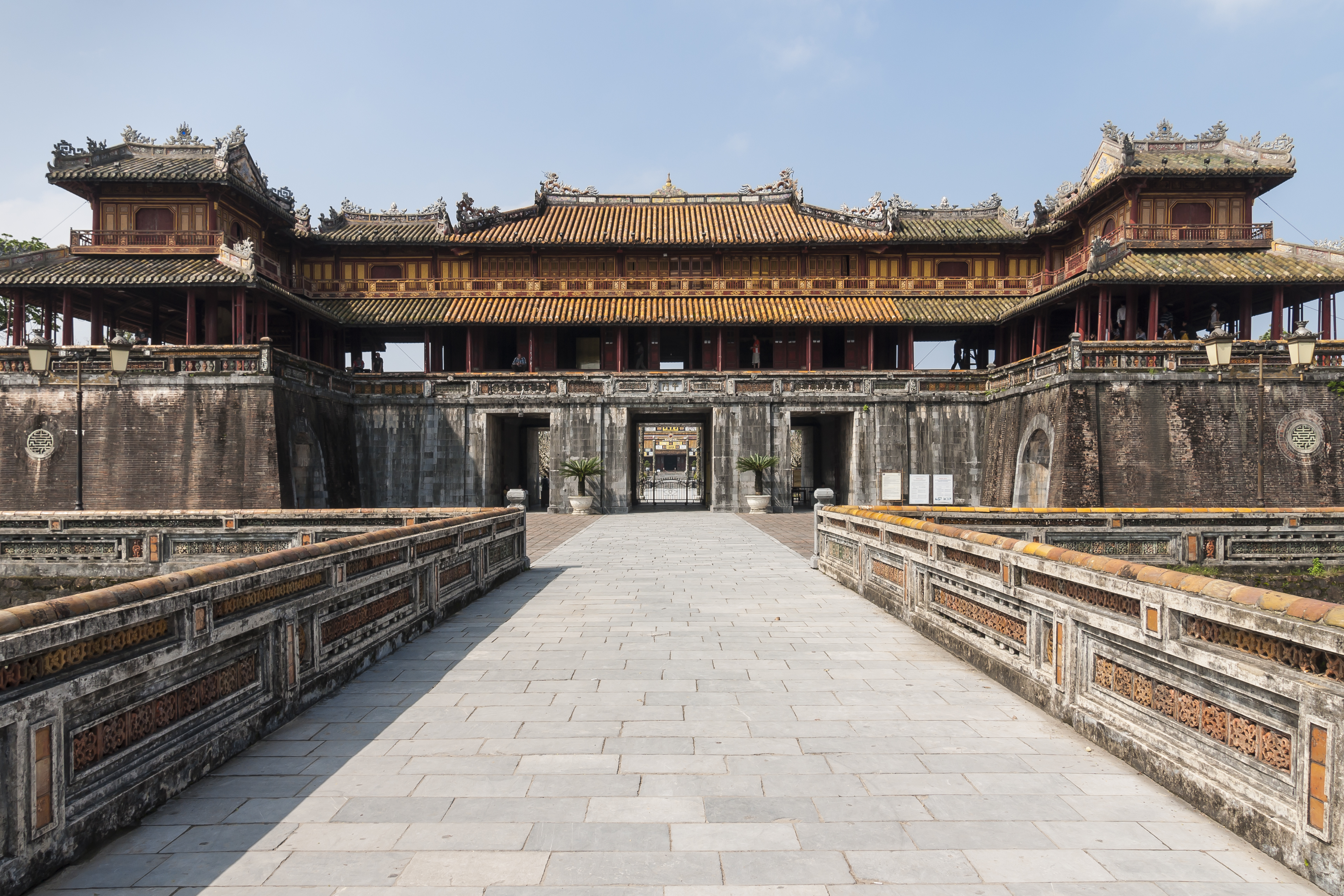
옛 베트남 제국의 수도였던 후에 황성

베트남의 관광(Tourism in Vietnam)은 현대 베트남 경제의 구성요소다. 2019년 베트남은 1800만 명의 해외 입국을 받았는데, 이는 2000년의 210만 명보다 늘어난 것이다. 베트남 국가관광청은 장기적 관광산업 다변화 계획에 따라 외환을 국내로 들여오고 있다.
최근 몇 년간 베트남 관광객의 발길이 끊이지 않고 있다. 2008년 베트남은 421만 8000명의 해외 관광객을 유치했으며, 2009년에는 380만 명으로 11% 감소했다. 2012년 베트남 관광객은 684만 명이었다. 이는 2011년 600만 명의 해외 방문자보다 13% 증가한 수치로 2010년 입국자 대비 200만 명의 방문자가 증가한 것이다. 지난해 베트남은 전년보다 26% 증가한 1,000만 명의 해외 관광객을 맞이했다.

## 관광산업
베트남에서는 관광이 중요하다. 배낭 여행객, 문화와 자연을 사랑하는 사람들, 해변을 사랑하는 사람들, 군인과 참전용사들에게 베트남은 동남아시아의 새로운 관광지가 되었다. 지역 및 국제 관광 사업자들은 소수 민족 단체에 대한 관광, 걷기 및 자전거 여행, 사진 여행, 카약 여행, 특히 이웃 캄보디아, 라오스, 태국과의 다국간 여행 등을 제공한다. 외국인 관광객들은 1997년부터 국내에서 자유롭게 여행할 수 있었다.
베트남 경제는 농업에서 서비스 경제로 전환되었다. 국내총생산(GDP)의 3분의 1 이상이 호텔과 음식업, 교통업 등 서비스에 의해 창출된다. 제조업(28%), 농수산물(20%), 광업(10%) 비율이 훨씬 적다.
관광은 국내총생산(2007년 기준 GDP)에 4.5%의 기여를 한다. 중공업과 도시개발 이후, 베트남에 대한 대부분의 외국인 투자는 관광에 집중되었고, 특히 호텔 프로젝트에 집중되었다. 세계관광여행협의회의 통상보고에 따르면 관광은 교통, 엔터테인먼트, 요리 등 관련 분야의 발전을 촉진하는 데 중요한 기여를 하는 VND 279,287억 (2016년 3월)과 같은 GDP에 6.6%를 기여했다.
베트남은 최근 “베트남, 시간을 초월하는 매력”(Vietnam Timeless Charm)이라는 관광 슬로건을 시작했다.

### 국립공원
베트남에는 31개의 국립공원이 있다.
- 바베 국립공원 (Ba Bể National Park)
- 바비 국립공원 (Ba Vì National Park)
- 박마 국립공원 (Bạch Mã National Park)
- 바이뜨롱 국립공원 (Bái Tử Long National Park)
- 벤엔 국립공원 (Bến En National Park)
- 비도웁 누이바 국립공원 (Bidoup Núi Bà National Park)
- 부자멉 국립공원 (Bù Gia Mập National Park)
- 깟바 국립공원 (Cát Bà National Park)
- 깟띠엔 국립공원 (Cát Tiên National Park)
- 쯔몸라이 국립공원 (Chư Mom Ray National Park)
- 쯔양신 국립공원 (Chư Yang Sin National Park)
- 꼰다오 국립공원 (Côn Đảo National Park)
- 꾹프엉 국립공원 (Cúc Phương National Park )
- 황리엔 국립공원 (Hoàng Liên National Park)
- 꼰까낀 국립공원 (Kon Ka Kinh National Park)
- 로고-싸맛 국립공원 (Lò Gò-Xa Mát National Park)
- 무이까마우 국립공원 (Mũi Cà Mau National Park)
- 누이쭈어 국립공원 (Núi Chúa National Park)
- 퐁냐깨방 국립공원 (Phong Nha-Kẻ Bàng National Park)
- 푸꾸옥 국립공원 (Phú Quốc National Park)
- 프억빈 국립공원 (Phước Bình National Park)
- 푸맛 국립공원 (Pù Mát National Park)
- 땀다오 국립공원 (Tam Đảo National Park)
- 짬찜 국립공원 (Tràm Chim National Park)
- 우민하 국립공원 (U Minh Hạ National Park)
- 우민트엉 국립공원 (U Minh Thượng National Park)
- 부꽝 국립공원 (Vũ Quang National Park)
- 쑤언선 국립공원 (Xuân Sơn National Park)
- 쑤언트어 국립공원 (Xuân Thủy National Park)
- 욕돈 국립공원 (Yok Đôn National Park)

### 세계유산 관광
1. 후에
2. 호이안
3. 미선 유적 (꽝남성)
4. 하롱베이 (꽝닌성)
5. 탕롱 황성 (하노이)
6. 호조의 성새 (타인호아성)

### 생태 관광지
베트남에는 세계 생태 저수지가 8개 지역이 있다.
1. 홍강 삼각주 (닌빈성, 남딘성, 타이빈성)
2. 깟바 국립공원 (하이퐁)
3. 서 응에안
4. 꿀라오짬 해양공원
5. 까마우 국립공원 곶 (까마우성)
6. 깟띠엔국립공원 (동나이성)
7. 껀지오 (호찌민시)

### 국가 관광지
베트남에는 현재 21개의 국가 관광지가 있으며 주요 관광지는 다음과 같다.
- 사빠 (라오까이성)
- 바베 (박깐성)
- 할롱베이 - 깟바섬 (꽝닌성, 하이퐁)
- 바비 국립공원 (하노이)
- 흐엉 사원 (하노이)
- 꼬로아 성 (하노이)
- 땀꼭-빅동 (닌빈성)
- 낌리엔 (응에안성)
- 퐁냐깨방 국립공원 (꽝빈성)
- 호찌민 트레일 (꽝찌성)
- 랑꼬 - 하이반 고개 - 논느억 마을 (후에, 다낭)
- 호이안 (꽝남성)
- 반퐁만 (카인호아성)
- 판티엣 - 무이네 (빈투언성)
- 단키아 호수
- 뚜옌럼 호수 (럼동성)
- 껀지오 망그로브 숲 (호찌민시)
- 꼰다오 제도 (바리어붕따우성)
- 롱하이 해변 (바리어붕따우성)
- 푸꾸옥섬 (끼엔장성)
- 무이까마우 국립공원 (까마우성)

### 도시
하노이는 2014년부터 꾸준히 트립어드바이저의 투표에 의해 세계 10대 여행지로 꼽혔다. 2014년 8위, 2015년 4위, 2016년 8위였다.
2014년에는 하노이, 호이안, 호찌민시가 트립어드바이저의 〈여행자 초이스 어워드〉(Traveler's Choice Awards)에 등장하여 아시아 25대 여행지로 선정되었다. 하노이는 2위, 호이안 10위, 호찌민 18위였다.

## 관광 통계

### 외국인 방문자
- 베트남 문화관광부[11]

| 년도 | 관광객 입국 | 차이   |
| ---- | ----------- | ------ |
| 2019 | 18,008,591  | 16.2%  |
| 2018 | 15,497,791  | 19.9%  |
| 2017 | 12,922,151  | 29.1%  |
| 2016 | 10,012,735  | 26%    |
| 2015 | 7,943,651   | 0.9%   |
| 2014 | 7,874,312   | 4%     |
| 2013 | 7,572,352   | 10.60% |
| 2012 | 6,847,678   | 10.8%  |
| 2011 | 6,014,032   | 19.1%  |
| 2010 | 5,049,855   | 34.8%  |
| 2009 | 3,772,359   | −10.9% |
| 2008 | 4,253,740   | 0.6%   |
| 2007 | 4,171,564   | 16%    |
| 2006 | 3,583,486   | 3%     |
| 2005 | 3,467,757   | 18.4%  |
| 2004 | 2,927,876   | 20.5%  |
| 2003 | 2,429,600   | −7.6%  |
| 2002 | 2,628,200   | 12.8%  |
| 2001 | 2,330,800   | 8.9%   |
| 2000 | 2,140,100   | 20.0%  |
| 1999 | 1,781,800   | 17.2%  |
| 1998 | 1,520,100   | −11.4% |
| 1997 | 1,715,600   | 6.7%   |
| 1996 | 1,607,200   | 18.9%  |
| 1995 | 1,351,300   |        |

### 외국 상위 29위 방문객
자료 출처 : 베트남 문화관광부
| 순위 | 국가           | 2019       | 2018       | 2017       | 2016       | 2015      | 2014      | 2013      | 2012      | 2011      |
| ---- | -------------- | ---------- | ---------- | ---------- | ---------- | --------- | --------- | --------- | --------- | --------- |
| 1    | 중국           | 5,806,425  | 4,966,468  | 4,008,253  | 2,696,848  | 1,780,918 | 1,947,236 | 1,907,794 | 1,428,693 | 1,416,804 |
| 2    | 대한민국       | 4,290,802  | 3,485,406  | 2,415,245  | 1,543,883  | 1,112,978 | 847,958   | 748,727   | 700,917   | 536,408   |
| 3    | 일본           | 951,962    | 826,674    | 798,119    | 740,592    | 671,379   | 647,956   | 604,050   | 576,386   | 481,519   |
| 4    | 대만           | 926,744    | 714,112    | 616,232    | 507,301    | 438,704   | 388,998   | 398,990   | 409,385   | 361,051   |
| 5    | 미국           | 746,171    | 687,226    | 614,117    | 552,644    | 491,249   | 443,776   | 432,228   | 443,826   | 439,872   |
| 6    | 러시아         | 646,524    | 606,637    | 574,164    | 433,987    | 338,843   | 364,873   | 298,126   | 174,287   | 101,600   |
| 7    | 말레이시아*    | 606,206    | 540,119    | 480,456    | 407,574    | 346,584   | 332,994   | 339,510   | 299,041   | 233,132   |
| 8    | 태국*          | 509,802    | 349,310    | 301,587    | 266,984    | 214,645   | 246,874   | 268,968   | 225,866   | 181,820   |
| 9    | 오스트레일리아 | 383,511    | 386,934    | 370,438    | 320,678    | 303,721   | 321,089   | 319,636   | 289,844   | 289,762   |
| 10   | 영국           | 315,084    | 298,114    | 283,537    | 254,841    | 212,798   | 202,256   | 184,663   | 170,346   | 156,300   |
| 11   | 싱가포르*      | 308,969    | 286,246    | 277,658    | 257,041    | 236,547   | 202,436   | 195,760   | 196,225   | 172,500   |
| 12   | 프랑스         | 287,655    | 279,659    | 255,369    | 240,808    | 211,636   | 213,745   | 209,946   | 219,721   | 211,444   |
| 13   | 캄보디아*      | 227,910    | 202,954    | 222,614    | 211,949    | 227,074   | 404,159   | 342,347   | 331,939   | 423,440   |
| 14   | 독일           | 226,792    | 213,986    | 199,872    | 176,015    | 149,079   | 142,345   | 97,673    | 106,068   | 45,000    |
| 15   | 필리핀*        | 179,190    | 151,641    | 133,543    | 110,967    | 99,757    | 103,403   | 100,501   | 99,192    | TBA       |
| 16   | 캐나다         | 159,121    | 149,535    | 138,242    | 122,929    | 105,670   | 104,291   | 104,973   | 113,563   | TBA       |
| 17   | 인도네시아*    | 106,688    | 87,941     | 81,065     | 69,653     | 62,240    | 68,628    | 70,390    | 60,857    | TBA       |
| 18   | 라오스*        | 98,492     | 120,009    | 141,588    | 137,004    | 113,992   | 136,636   | 122,873   | 150,678   | 118,500   |
| 19   | 스페인         | 83,597     | 77,071     | 69,528     | 57,957     | 44,932    | 40,716    | 33,183    | 31,305    | TBA       |
| 20   | 네덜란드       | 81,092     | 77,300     | 72,277     | 64,712     | 52,967    | 49,120    | 47,413    | 45,862    | TBA       |
| 21   | 이탈리아       | 70,798     | 65,562     | 58,041     | 51,265     | 40,291    | 36,427    | 32,143    | 31,337    | TBA       |
| 22   | 홍콩           | 51,618     | 62,208     | 47,721     | 34,613     | TBA       | 14,601    | 10,232    | 13,383    | TBA       |
| 23   | 스웨덴         | 50,704     | 49,723     | 44,045     | 37,679     | 32,025    | 32,466    | 31,493    | 35,735    | TBA       |
| 24   | 뉴질랜드       | 47,088     | 49,854     | 49,115     | 42,588     | 31,960    | 33,120    | 30,957    | 26,621    | TBA       |
| 25   | 덴마크         | 42,043     | 39,926     | 34,720     | 30,996     | 27,414    | 27,029    | 25,649    | 27,970    | TBA       |
| 26   | 스위스         | 36,577     | 34,541     | 33,123     | 31,475     | 28,750    | 29,738    | 28,423    | 28,740    | TBA       |
| 27   | 벨기에         | 34,187     | 31,382     | 29,144     | 26,231     | 23,939    | 23,227    | 21,572    | 18,914    | TBA       |
| 28   | 노르웨이       | 28,037     | 26,134     | 24,293     | 23,110     | 21,425    | 22,708    | 21,157    | 19,928    | TBA       |
| 29   | 핀란드         | 21,480     | 22,785     | 18,236     | 15,953     | 15,043    | 13,831    | 14,660    | 16,204    | TBA       |
| All  | 총계           | 18,008,591 | 15,497,791 | 12,922,151 | 10,012,735 | 7,943,651 | 7,874,312 | 7,572,352 | 6,847,678 | 6,014,032 |

* ASEAN 국가

## 관광 가이드
베트남 대학생들로 구성된 사이공 핫팟, 다나 드래곤, 하노이 키즈 등 다양한 관광가이드 자원 봉사단체는 외국인 여행객을 위해 무료로 여행을 가이드하고 있다.

## 국제 공항
항공 여행은 베트남으로 가는 국제선 도착자들에게 가장 인기 있는 여행 형태다. 2013년에 총 760만 명의 국제선 도착자들 중 거의 600만 명이 항공편으로 왔다.

호찌민시에 있는 탄손나트 국제공항은 방문객이 가장 많은 공항이다. 반면 하노이를 서비스하는 노이바이 국제공항은 현대적인 국제선 터미널이 개통된 후 육지 면적과 총 수용량 면에서 가장 큰 공항이 되었다. 다른 주요 공항으로는 다낭 국제공항, 깜라인 국제공항, 깟비 국제공항이 있다.

## 전쟁 테마

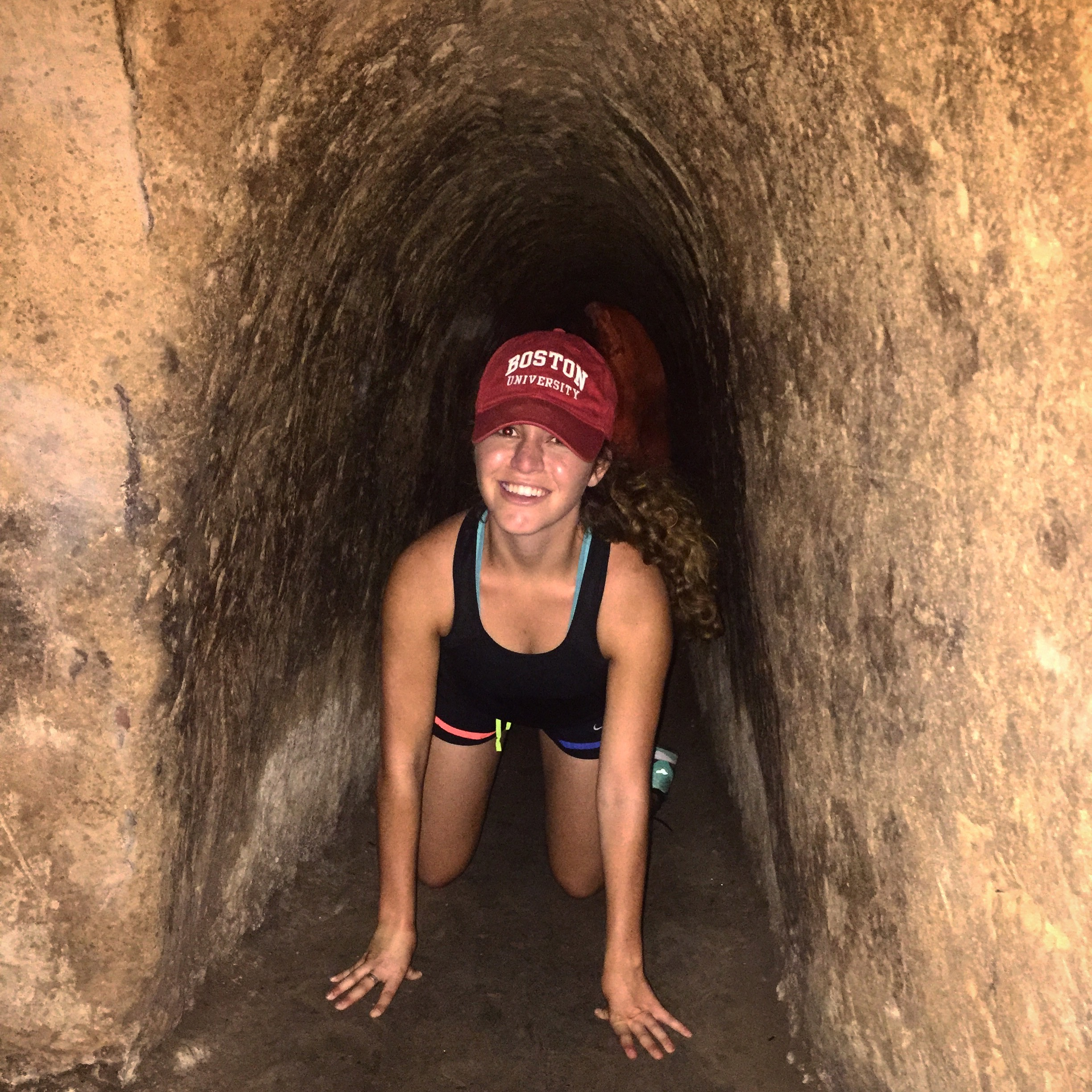
베트남 전쟁 동안 베트콩에 의해 건설된 꾸찌 터널 통과 체험을 하는 미국 관광객

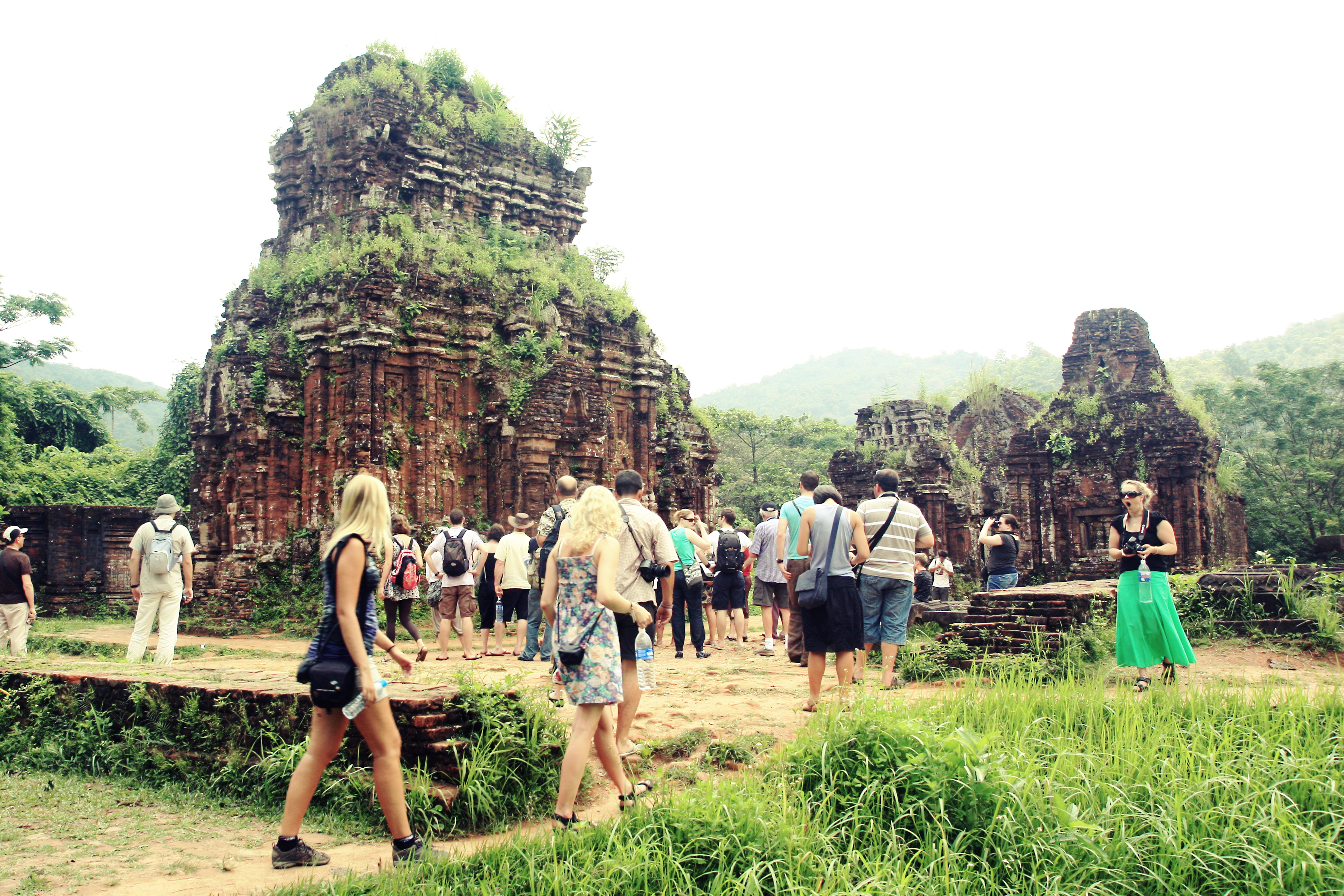
미선: 베트남 중부의 고대 참파인들의 힌두 사원

수천년 동안, 전쟁은 현대 베트남 땅에 살았던 사람들의 정체성과 문화를 형성하는데 큰 역할을 했다.
고대 베트남에서 제1차 인도차이나 전쟁, 제2차 인도차이나 전쟁까지 수많은 유적들이 있다.
대부분의 주목할 만한 고대 유적지로는 아래와 같은 것들이 있다.
- 호조의 성새
- 후에 황성
- 미선 유적

제1차, 제2차 인도차이나 전쟁(베트남 전쟁)과 관련된 관광객들에게 가장 눈에 띄는 장소는 다음과 같다.
- 꾸찌 터널
- 전쟁 박물관 (호찌민시)
- 베트남 군사역사박물관
- 호아로 수용소[17]